# Miam : Mon invitation à manger
Miam : Mon invitation à manger est une émission de télévision française culinaire diffusée sur M6 entre le 9 janvier 2010 et  le 1er janvier 2011 et présentée par Cyril Lignac accompagné de Grégory Cuilleron.

## Diffusion
L'émission était diffusée tous les samedis à 20h05 jusqu'au 1er janvier 2011 puis à partir de cette date, à 13h20, toujours le samedi.
Elle a pris la place de l'émission de Christian Etchebest Bon et à savoir diffusée à 20h05 à partir de septembre 2008, elle a été remplacée le 1er janvier 2011 par Scènes de ménages à cet horaire.

## Principe
Chaque semaine, des amateurs de cuisine se mesurent à Cyril Lignac et le mettant au défi de réussir aussi bien qu'eux leur recette préférée : coquilles St-Jacques, lasagnes, hachis parmentier, couscous, etc.
Pour les départager et saluer la meilleure recette, un trio de téléspectateurs se transforme en goûteurs d’un jour.
En dehors de cette compétition, MIAM : Mon invitation à manger propose des reportages autour de la cuisine et de l’alimentation.

## Audimat
La première émission diffusée le 9 janvier 2010 a réuni environ 2 millions de téléspectateurs soit 8,1 % du public.
M6 arrive ainsi en 4e position des audiences, derrière les journaux télévisés de TF1 et France 2 et Mr. Bean sur France 3. Ce score reste néanmoins dans la moyenne de son prédécesseur.